# Кординьяно
Кординьяно (итал. Cordignano) — коммуна в Италии, располагается в провинции Тревизо области Венеция.
Население составляет 6888 человек (на 2004 г.), плотность населения составляет 245 чел./км². Занимает площадь 26 км². Почтовый индекс — 31016. Телефонный код — 0438.
Покровителями коммуны почитаются святые апостолы Пётр и Павел, празднование 29 июня.

## Города-побратимы
- Пен-Жюстаре (Франция, с 2004)